# Véronique Moreau
Pour les articles homonymes, voir Moreau.
Véronique Moreau est une actrice québécoise.
Elle a également animé une chronique dans l'émission Rien à cirer, présentée par Laurent Ruquier sur France Inter, ainsi qu'une chronique Secrets de séduction dans l'émission Nulle part ailleurs sur Canal+.

## Filmographie
- 1997 : Hasards ou Coïncidences de Claude Lelouch